# Tsitsit

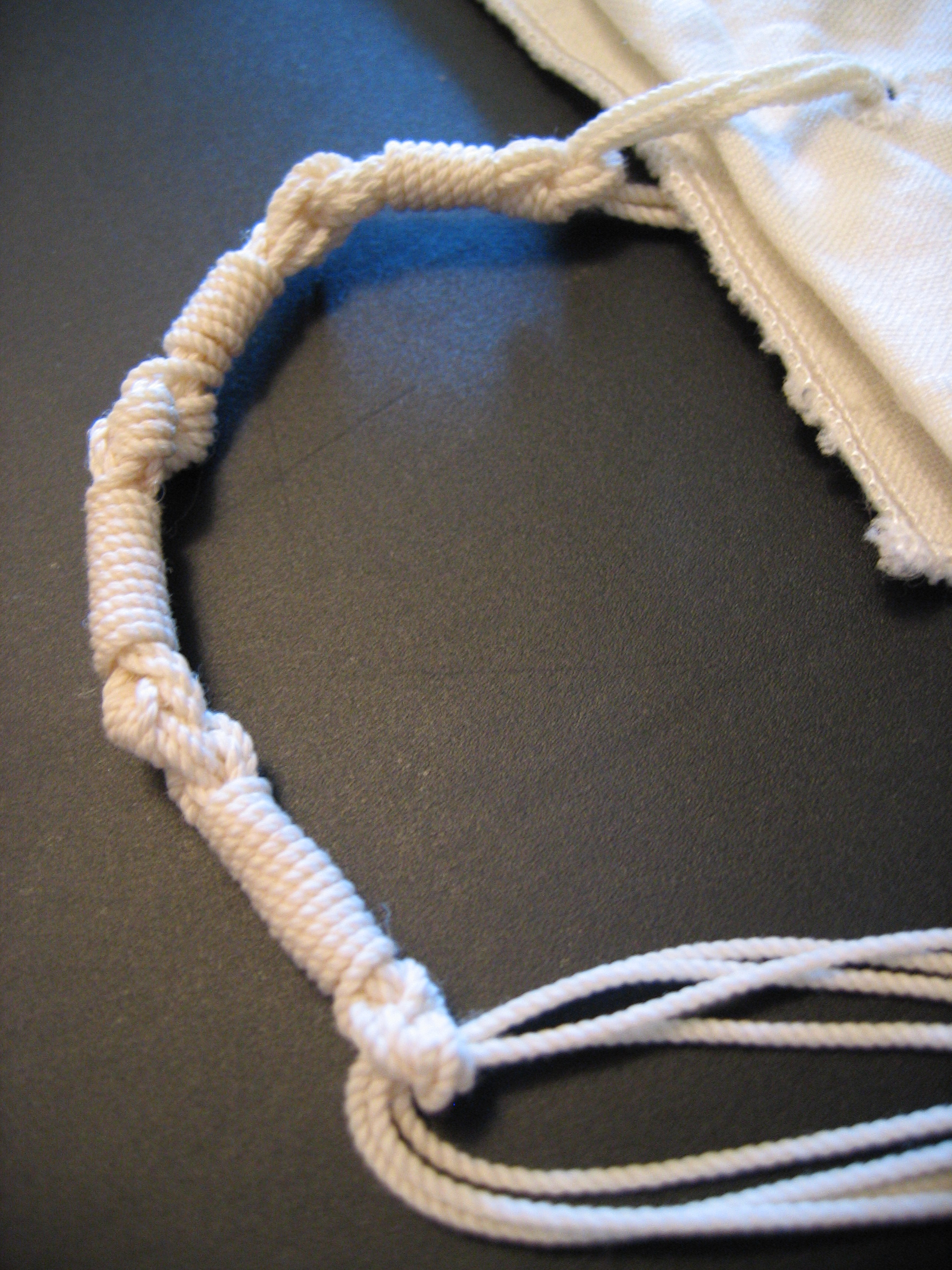
Tsitsit

Tsitsit (en hebreu: ציצית) són els serrells del tal·lit (xal d'oració) que serveixen per a recordar els manaments d'Adonai. Segons el judaisme ortodox, tan sols poden dur tsitsit els homes, segons el judaisme conservador massortí; les dones ho tenen pas prohibit, sinó que n'estan exemptes.
Els cinc nusos de les Tsitsit representen els cinc llibres de la Torà.

## Origen
La mitsvà d'usar tsitsit es troba en dos passatges de la Torà:
«Parla amb els fills d'Israel i digues-los que es facin serrells a les vores dels seus vestits, per les seves generacions, i que posin a cada serrell de les vores un cordill de color blava. Portareu aquests serrells perquè així quan els veieu us recordeu de tots els manaments de יהוה. Els complireu i no seguireu el desig del vostre cor o dels vostres ulls, que us portarien a prostituir-vos. Així recordareu i complireu tots els meus manaments, perquè sigueu sants davant del vostre Déu. »
«Fes-te serrells a les quatre vores del mantell amb què et cobreixes.»

## El tekhélet
Els jueus actuals sovint solament utilitzen tsitsit de color natural o blanca, puix que creuen que no és possible d'obtenir el tint blau obligatori de la mitsvà. Els antics fenicis produïen un tint a partir dels caragols marins murex però tampoc no és segur que sigui aquest tint. Hi ha jueus que es pensen que el colorant blau procedia de la sèpia.
El tekhélet (תכלת) és un to del color blau marí, que s'obté a partir d'un mol·lusc marí anomenat Hilazon, (en hebreu modern חילזון Hilazon significa caragol), es fa servir per a tenyir un fil del serrell de cada una de les vores del mantell de pregària (Tal·lit). La recepta de com aconseguir aquesta color, el tekhélet es va perdre, i la identificació exacta dels animals utilitzats no es coneix amb certesa. (Alguns suggereixen que és l'espècie de caragol marí Murex trunculus, d'altres diuen que és la sèpia).
La color blava és també a la bandera de l'Estat d'Israel:
«Un fons blanc amb dues bandes blaves com el tekhélet.»